# Khaki
Khaki (czyt. khaki, kaki; nazwa pochodzi od słowa khāki z języka urdu, które oznacza „zapylony", „koloru pyłu”, khāk – „pył”, „kurz”) – kolor płowokasztanowocynamonowoziemistożółty. Pierwszą odzież khaki produkowano w Barodzie w zachodnich Indiach.
Służy do kamuflażu jako kolor ochronny mundurów wojskowych.

## Odcienie
Khaki (X11) jest jednym z odcieni khaki. Należy do kolorów X11.
Ciemne khaki to ciemniejszy odcień khaki (X11). Należy do kolorów X11.